# عبد الله الأصبح
عبد الله الأصبح (مارس 1910 – أبريل 1938) كان قائد ثوري فلسطيني شارك في الثورة الفلسطينية الكبرى 1936–1939. قُتل على يد القوات البريطانية قرب الحدود مع لبنان. ولد في قرية الجاعونة بالقرب من صفد.

## قائد في ثورة 1936–39
كان الأصبح تلميذاً لعز الدين القسام، وهو واعظ إصلاحي مسلم وناشط مناهض للاستعمار. قاد الأصبح إبان ثورة 1936–39 في فلسطين مجموعة ثورية مكونة من 15 رجلاً غالباً ما كانوا يضعوا نقاط تفتيش لنصب كمين للأهداف العسكرية البريطانية واليهودية قبل الانسحاب إلى القرى والكهوف المجاورة قبل حلول الظلام. تم القضاء على مجموعته الثورية إلى حد كبير في كمين بريطاني قرب قرية عرابة في الجليل منتصف عام 1937. لعب الأصبح دور مهم في إعادة إشعال الثورة في أواخر 1937. وفي ذلك الوقت حشد فلاحي قضاء صفد للقتال ضد البريطانيين. الأصبح معروف أيضًا بخوضه معارك عديدة إلى جانب القائد السوري سعيد العاص.
في أعقاب إحدى المعارك في النبي يوشع، عرض الجيش البريطاني مكافأة مقدارها 1,000 جنيه فلسطيني لمن يدل على مكان الأصبح وأراده حياً أو ميتاً. في عام 1938 تقريباً تلقت السلطات البريطانية معلومات عن موقع مخبأ الأصبح وحاصرت الأصبح وبعضاً من رجاله في كهف قريب من الحدود مع لبنان. بعد أن استنفذوا كل مؤونتهم، بدأ الثوار بالخروج من الكهف وإطلاق النار واحداً تلو الآخر، وتم تصفية الجميع من قبل القوات البريطانية. وفقاً لشهادات السكان المحليين، فإن الأصبح كان آخر ثائر يقتل في المواجهة. وكان قد قتل بسبب جرح شظية أصابت رأسه وتم ترك جثته في ميدان المعركة لمدة 40 يوماً، مع خوف سكان القرى المجاورة من تحريكها وبالتالي معاقبتهم من قبل السلطات. في النهاية، قام سكان قرية سعسع بدفن الجثة في قريتهم وأبلغوا عائلته عن وفاته.

## إحياء ذكراه
أصبح شخصية شهيرة بين فلسطينيو الجليل عقب وفاته نظراً لاستقامته طيبة السمعة على عكس العديد من القادة الثوار الآخرين ورفضه الاستسلام للسلطات البريطانية. ألفت أغاني محلية خصيصاً له وتم غناءها في الأعراس ورقصات الدبكة. في ما يلي أغنية شعبية فلسطينية تصف الأصبح.

أبو العبد بالمتراس واقف كت اللحم وضل العظم واقف

يا ريتك يا بو العبد بقيت واقف وصوتك يرعد جيوش العدا

أبو العبد ياسور بلكون متلك ماربي وماصار بالكون حدا

يوم تزعق بصوتك عليهم كل مين شاربه عالي وطي

لم يكن لدى الأصبح أي أطفال. وعاشت أرملته في الجاعونة لغاية نكبة 1948، عندما انتقلت إلى مخيم اليرموك للاجئين الفلسطينيين قرب دمشق في سوريا.

### قائمة المعارك
- معركة وادي الليمون
- معركة الصفية
- معركة جرن حلاوة
- معركة وادي الطواحين
- معركة النبي يوشع
- معركة النويرية
- معركة جبل الجرمق